# Gobernador de Tlaxcala
El Gobernador Constitucional del Estado Libre y Soberano de Tlaxcala es el ejercicio del Poder Ejecutivo de esta entidad mexicana que se deposita en un solo individuo, según la Constitución Política del Estado Libre y Soberano de Tlaxcala, que es electo para un periodo de 6 años no reelegibles por ningún motivo. El periodo gubernamental comienza el día 31 de agosto del año de la elección y termina el 30 de agosto después de haber transcurrido seis años.

## Historia
En 1855 el abogado tlaxcalteca Guillermo Valle y sus partidarios, participaron al Plan de Ayutla y al triunfo de éste, fue reconocido como Jefe Político de Tlaxcala, integrando un Consejo de Gobierno y expidiendo un estatuto orgánico con carácter provisional, a través del cual se propone organizar políticamente el territorio tlaxcalteca. La apertura de las sesiones del Congreso constituyente se verificó el 18 de febrero de 1856. A partir de ese momento los diputados Tlaxcaltecas se abocaron a promover la conversión de su territorio en Estado José Mariano Sánchez, quien llevó a cabo una larga y tenaz defensa de los derechos que poseía Tlaxcala para convertirse en Estado.
Sus motivos fueron el mejoramiento de su situación económica, el aumento de la población y que sus límites estaban bien definidos. Finalmente, en diciembre de 1856, el Congreso constituyente aprobó, por mayoría de votos, la conversión de Tlaxcala en Estado Libre y Soberano de la Federación. Al año siguiente, el Congreso Constituyente del Estado de Tlaxcala inició su primer periodo de sesiones. En junio de 1857, Guillermo Valle se convirtió en el primer Gobernador de Tlaxcala y el 3 de octubre del mismo año se promulgó la Constitución Política del Estado. Guillermo Valle se pronunció a favor de la rebelión y disolvió el Congreso.
Su Secretario General de Gobierno, Miguel Lira y Ortega, con una fracción de la legislatura disuelta, se levantó en armas a favor del régimen constitucional. Guillermo Valle renuncia a la gubernatura quedando como sustituto Manuel Saldaña. Los conservadores designan un Jefe Político y declaran a Huamantla capital de Tlaxcala.

## Facultades y obligaciones
La constitución del Estado de Sinaloa define los deberes y poderes del gobernador:
I.- En el orden federal, las que determinen la Constitución y las leyes Federales.
II.- Sancionar, promulgar, publicar y ejecutar las Leyes o Decretos que expida el Congreso, reglamentando y proveyendo en la esfera administrativa lo necesario a su exacta observancia.
III.- Hacer observaciones a los proyectos de Ley o Decretos en los términos que establece el Artículo 49.
IV.- Iniciar Leyes o Decretos ante el Congreso.
V.- Pedir a la Comisión Permanente que convoque al Congreso a Sesiones Extraordinarias y asistir a la apertura de éstas, exponiendo las razones o causas que hicieron necesarias su convocatoria.
VI.- Concurrir al Congreso cuando lo juzgue conveniente para sostener alguna iniciativa que él mismo haya presentado o enviar un representante para tales efectos.
VII.- Enviar por escrito al Congreso del Estado, el informe sobre la situación general que guarda la Administración Pública, en términos de lo establecido por el Artículo 44 de este mismo ordenamiento.
VIII.- Presentar al Congreso en los primeros quince días del mes de noviembre de cada año, los Proyectos de Ley de Ingresos y Presupuesto de Egresos que hayan de regir en el año siguiente.
IX.- Rendir la Cuenta Pública al Congreso.
Esta Cuenta deberá rendirse mensualmente dentro de los primeros tres días subsecuentes al período que se trate.
X.- Enviar al Congreso, dentro de los diez días siguientes a aquél en que tome posesión de su cargo, las propuestas para integrar el Tribunal Superior de Justicia.
XI.- Pedir y dar informes al Congreso sobre cualquier ramo de la Administración y al Poder Judicial sobre el de Justicia.
XII.- Ejecutar o mandar ejecutar las sentencias y resoluciones pronunciadas por los Tribunales y facilitar al Poder Judicial los auxilios que necesite para el ejercicio expedito de sus funciones.
XIII.- Auxiliar a los Ayuntamientos en el ejercicio de sus funciones.
XIV.- Nombrar y remover libremente al Secretario de Gobierno, Secretarios del Ejecutivo, Oficial Mayor de Gobierno, Procurador General de Justicia y a todos los demás servidores públicos del Estado cuyo nombramiento o remoción no estén determinados de otro modo en ésta Constitución o en las Leyes.
XV.- Cuidar de la recaudación e inversión de los caudales del Estado, con arreglo a las leyes.
XVI.- Decretar la expropiación por causa de utilidad pública, en la forma que determinen las leyes.
XVII.- Imponer gubernativamente las sanciones administrativas que determinen las leyes y Reglamentos.
XVIII.- Conceder indulto, reducción, conmutación y demás beneficios que en materia de readaptación social de sentenciados establezca la Ley.
XIX.- Velar por la seguridad y orden públicos, disponiendo al efecto de las corporaciones policiacas del Estado y de las del Municipio donde resida habitual o transitoriamente.
XX.- Promover y fomentar por todos los medios posibles la Educación Pública en el Estado.
XXI.- Promover el desarrollo cultural, artístico, deportivo, científico y tecnológico de la Entidad.
XXII.- Expedir Títulos Profesionales a las personas que acrediten haber terminado sus estudios en las Escuelas Oficiales y Particulares de conformidad con las Leyes.
XXIII.- Pedir dictámenes, en términos de las disposiciones legales sobre la materia, a organismos de la Administración Pública Descentralizados.
XXIV.- Otorgar patentes de Notario, con sujeción a la Ley respectiva.
XXV.- Velar por el libre ejercicio ciudadano del voto.
XXVI.- Desconcentrar las funciones administrativas cuando por razones de interés general lo estime conveniente.
XXVII.- Nombrar apoderados para asuntos administrativos y judiciales que tramiten dentro o fuera del Estado.
XXVIII.- Nombrar representantes fuera del Estado para la gestión de los negocios del mismo.
XXIX.- Promover el desarrollo económico, social y político del Estado, buscando siempre que sea compartido y equilibrado entre los Centros Urbanos y los Rurales.
XXX.- Solicitar la protección de los Poderes de la Unión de conformidad con el Artículo 122 de la Constitución General de la República.
XXXI.- Conceder los estímulos que considere convenientes a las industrias y explotaciones agrícolas, ganaderas y pesqueras que se establezcan en el Estado, de conformidad con lo que dispongan las Leyes.
XXXII.- Celebrar en su carácter de representante del Estado los convenios y contratos administrativos que fueren favorables o necesarios en los diversos ramos de la Administración.
XXXIII.- Propiciar en el Estado Patronatos para que los ciudadanos participen como Coadyuvantes de la Administración Pública en actividades de interés social.
XXXIV.- Representar al Estado en las comisiones federales y en las comisiones interestatales regionales.
XXXV.- Ejercer actos de dominio sobre los bienes propiedad del Estado, con autorización del Congreso tratándose de inmuebles.
XXXVI.- Elaborar, efectuar y revisar periódicamente los planes de desarrollo del Estado, así como los parciales y especiales derivados de aquéllos.
XXXVII.- Celebrar convenios con el Ejecutivo Federal y con los Ayuntamientos de la Entidad, de los que se deriven la ejecución de obras, la prestación de servicios o el mejoramiento común de la hacienda pública, así como el cumplimiento de cualquier propósito de beneficio colectivo.
XXXVIII.- Ejercitar todos los derechos que asigna a la Nación el Artículo 27 de la Constitución Federal, siempre por el texto mismo de este artículo o por las disposiciones federales que de él se deriven no deban considerarse como reservados al Gobierno Federal o concebidos a los cuerpos Municipales.
XXXIX.- Celebrar convenios con los Estados circunvecinos sobre cuestiones de límites, sometiéndolos a la aprobación del Congreso de la Unión.
XL.- Las demás que señalen las Leyes.

## Proceso de elección

### Requisitos para asumir el cargo
Según la Constitución, los requisitos para ser gobernador son;
I.- Ser ciudadano mexicano por nacimiento, en pleno goce de sus derechos y nativo del Estado. Si carece de esta última calidad, deberá tener una residencia efectiva no menor de cinco años, inmediatamente anteriores al día de la elección.
II.- Tener treinta años cumplidos cuando menos, el día de la elección.
III.- No ser ministro de ningún culto.
IV.- No estar en servicio activo en las fuerzas armadas ni en las corporaciones de Seguridad del Estado, salvo que se separe por lo menos noventa días antes de la Elección.
V.- No ser servidor público de la Federación en el Estado, Secretario de Gobierno, Secretario del Ejecutivo o quienes hagan sus veces, Magistrado del Tribunal Superior de Justicia, Procurador General de Justicia u Oficial Mayor de Gobierno, a menos que se separe de sus funciones noventa días antes de la elección.

VI.- No estar comprendido en alguna de las causas de incapacidad establecidas en el artículo 59.

### Elección
El gobernador es electo mediante sufragio cada seis años, entrando en funciones el 31 de agosto del año de la elección, y no puede ser reelecto.

## Sucesión

### Falta temporal
En caso de falta temporal (que no sea mayor a seis meses), el Congreso designará a un gobernador provisional para que funcione durante el tiempo que dure dicha falta.

### Falta absoluta
Si la falta es absoluta, si ocurre durante los primeros dos años del periodo, el Congreso por mayoría designará a un gobernador interino, y posteriormente convocará a elecciones extraordinarias para elegir a un nuevo gobernador que concluya el sexenio. En cambio, si ocurre durante los últimos cuatro años del periodo, el Congreso designará (con dos terceras partes de sus diputados) a un gobernador sustituto, para que concluya el periodo.